# Samuel D. Nicholson
Samuel D. Nicholson (Springfield, 1859. február 22. – Denver, 1923. március 24.) az Amerikai Egyesült Államok szenátora (Colorado, 1921–1923).